# 蘭科韋
47°10′8″N 35°56′1″E / 47.16889°N 35.93361°E
蘭科韋（烏克蘭語：Ланкове）是位於烏克蘭東南部的村莊，由扎波羅熱州別爾江斯克區的切爾尼希夫卡市鎮負責管轄。該村處於貝希姆-喬克拉克河畔，分別距離赫梅利尼茨凯1公里和弗拉迪夫卡2公里，始建於1945年，面積1.05平方公里，海拔高度70米，2001年人口147。